# 张宗衡
张宗衡（？—1642年），字石松，號梁山，山东临清人，明朝政治人物。同进士出身。

## 生平
萬曆三十四年（1606年）丙午科山東鄉試舉人，萬曆四十一年（1613年）癸丑科進士。兵部觀政，授行人司行人。四十四年擢大理寺左評事，四十六年升右寺副，四十七年升右寺正，天啟元年（1621年）出官南直隸松江府知府。天啓五年（1625年）補歸德府，本年三月升山西按察司副使，分守口北道，六年十一月加参政衔，照旧管事，七年四月调任昌平兵备道，五月升本省按察使，照旧管口北道。崇祯元年（1628年）官大同巡抚右佥都御史，四年遷兵部右侍郎，總督宣大。李自成入山西，牽連落職。崇禎十五年（1642年），清兵入關，圍河間，遠近震動。臨清總兵官劉源清偕榷關主事陳興言、同知路如瀛、判官徐應芳、吏目陳翔龍、員外郎邢泰吉、臨汾知縣尹任、前太常寺少卿張振秀以及張宗衡等合力備禦。不久，城池被圍，力拒數日，孤立無援。城破，张宗衡戰死。

## 著作
辑有《放翁诗选》。

## 家族
曾祖张蕴德。祖父张联璧。父張三極，萬曆壬辰進士，順天府教授。